# 佐久本浩志
佐久本 浩志（さくもと ひろし、1982年1月11日 - ）は、沖縄テレビ放送（OTV）アナウンサー。身長177cm。

## 来歴
- 那覇市立安岡中学校、沖縄県立首里高校、久留米大学卒業後、2005年OTV入社。
- 当初は報道記者として活動していたが、2010年10月よりアナウンサーに転身。

## 出演番組

### 現在
- OTV Live News it!（月・火）

### 過去
- OTVスーパーニュース（月・火・日）
- FNNスピーク
- みんなのニュース おきCORE（月 - 水）
- FNN OTVニュース（月）
- OTVプライムニュース（月 - 水）